# Istočnoturkijski jezici
Istočnoturkijski jezici ili karlučki jezici, jedan od glavnih ogranaka turkijskih jezika raširenih na područjima Kine, Turkmenistana, Uzbekistana i Afganistana, te još nekih zemalja. 
Obuhvaća (7) jezika, a predstavnici su: ainuski, [aib] 6.570 (2000); čagatajski, [chg]†; ili turkijski, [ili] 120 u Kini (1980 R. Hahn); ujgurski, [uig] 8.788.690 (Kina, Afganistan, Kazahstan, Mongolija, azijska Turska; sjevernouzbečki, [uzn] 18.817.600  (Uzbekistan, Kina, Tadžikistan, Turkmenistan); južnouzbečki, [uzs] 1.451.980.; i žutoujgurski [ybe] 2.600 (1999 J. Zhong)

## Vanjske poveznice
- Ethnologue (14th)
- Ethnologue (15th)